# Parc national Yacambú
Le parc national Yacambú (en espagnol, Parque nacional Yacambú) est un parc national situé dans l'État de Lara au Venezuela. Le parc est créé le 12 juin 1962. Il vise à protéger les grottes situées le long de la rivière Yacambú qui alimentent le lac de barrage José María Ochoa Pilé, un projet ambitieux alors en construction qui permet l'alimentation en eau de la ville voisine de Barquisimeto et le développement économique des vallées sèches de la région de Quibor où se trouve une aire protégée de développement durable agricole.